# Погарська сотня
Погарська сотня — територіально-адміністративна і військова одиниця різних полків Гетьманщини в 1649—1782 pp.

### Історія
Утворилася, згідно з рішенням Зборівської угоди про козацький реєстр, восени 1649 р. у складі автономної Стародубської волості (повіту) Чернігівського полку. Складалася з міста Погар та села Юдинів. У 1654 р сотня увійшла до Ніжинського полку, а 1663 р. стала складовою частиною новоствореного Стародубського полку, в якому надалі знаходилась аж до ліквідації у 1782 р. Територію скасованої сотні включено до Новгород-Сіверського намісництва.
Сотенний центр: місто Погар, нині райцентр Брянської області Російської Федерації.

## Старшина

### Сотники
- Шох Павло (1649)
- Яремієнко Гаврило (1659; 1663—1669; 1670; 1677—1680)
- Набатенко Аверкій Тимофійович (1662)
- [Лазаревич] Лазар Тимофійович (1672—1676)
- Купецький Вакула Петрович (1681, н.)
- Яремієнко Тарас Гаврилович (1681—1698)
- Якименко Іван (1683, н.)
- Чериковер Гнат Володимирович (1683, н.)
- Яремієнко Василь Гаврилович 1688, н.)
- Олександр Юхимович (1689, н.)
- Чериковер Гнат Володимирович (1690, н.)
- Шеремет Тимофій Федорович (1697, н.)
- Подоляка Артем Олексійович (1697—1698)*
- Мовчан Іван (1701)
- Іскра Захар (1701)
- Яремієнко Тарас Гаврилович (1703—1705)
- Подоляка Артем Олексійович (1705—1707)
- Галецький Семен Якович (1706—1707)
- Іскра Захар Юрійович (1708)
- Соболевський Семен (1708—1709)
- Іскра Захар Юрійович (1709—1712)
- Огій Михейович (1710, н.)
- Гетун Максим Іванович (1711—1712; 1716; 1718; 1719, в.)
- Кашуба Гордій Гаврилович (1712, н.)
- Галецький Семен Якович (1712—1722)
- Чериковер Никифор [ватович (1716, н.)
- Соболевський Семен 1717, н.)
- Сорока Семен Давидович (1720, н.)
- Гетун Максим Іванович (1723; 1724; 1729, н.)
- Галецький Леонтій Якович (1722, н.)
- Соболевський Семен (1722—1738)
- Рухлядка Осип (1722; 1723; 1725, н.)
- Підгаєцький Роман (1723, н.)
- Жуковський Іван Михайлович (1725—1727, н.)
- Панюшка Кирило (1734—1735, н.)
- Білий Опанас (1734; 1736, н.)
- Соболевський Василь Семенович (1738—1750)
- Соболевський Володимир (1765—1768)
- Лобко Яків (1781)
- Тарасевич Федір Осипович (1782).

На 1732 рік відомі також: отаман городовий Афанас Беляй, осавул сотенний Панкрат Огієв, хорунжий сотенний Михайло Прожира, писар сотенний Ілля Паленський.

## Населені пункти
На 1718 р. відомі — міто Погар, курінь …улский, курінь Посузицький, курінь ?,
курінь Даріївський, курінь Чаусовський, курінь Случевський, курінь Євдокольский, курінь Перегонський, село Перегон, село Михайлівське, слободка Телігівська, село Бугаївка, село Лобкув, поселення Примоповки, поселення Яковлевиць, село Євдоно…,
село Грим'ячого, село Борщіва, село Чехівка, село Посудич, сотні Погарської товариство і посполитство — братство, цех Кравецький, братство, цех Резницький, братство, цех Ткацький і Шаповальський, братство, цех Тугицткий.
На 1750 p.: Бобрик, село; Бузька, село; Борщів, село; Бугаївка, село; Буглівка, село; Василівка хутір; Вітемля, село; Волуєць, село; В'ялки, село; Горила, село; Городище, село; Грим'яче, містечко; Гринівка, село; Гудівка, село; Дарієвське, село; Дешковичі, село; Євдоколе, село; Жигалки, село; Журавлів, село; Залізний завод; Званий хутір; Іванівський хутір; Ілбів, село; Киваї, село; Крунівський хутір; Курганівка, слобода; Курів, село; Курковичі, село; Липки, село; Лобки, село; Лотаки, село; Лукин, село; Марківське, село; Миколаївка, слобода; Михайлівське, село; Михалчина слобода; Мишківка, село; Мурави, село; Нова Вора, хутір; Перегони, село; Підсуличі, село; Погар, місто; Поперечне, село; Посудичі, село; Пушкарі, село; Рохманів, село; Сопичі, село; Случевськ, село; Смотрова Буда, село; Стара Вора, хутір; Стечня, село; Суворів, село; Сухосіївка, село; Телегівка, село; Туросна, село; Ущерпи, село; Холопець, хутір. Хутори: Джури Матвія; Круковської Агафії; Чауси, село; Чехівка, село; Чубарів, село; Юдинів, село; Яковличі, село.
За Рум'янцевським описом також значаться села і слободи: Ілевенка, Кренидівка, Савич. Відсутні підкреслені населені пункти.

## Церкви і духовенство

### Протопопії Погарської
Церкви Соборної Успенської Григорій Билкевич, Іоан Плосконний, Церкви Троїцької Петро Кибалчич, Церкви Миколаївської Павло Смяловський і Стефан Стефанів, Церкви Афанасівської Костянтин Гіл і Афанасій Зеленецький,

### Сільські
Церкви Св. Різдва села Посудич Захарій Михайлів, Церкви Димитрівської села Чековки Федір Гордіїв, Церкви Різдва Пресвятої Богородиці села Вялек Григорій, Церкви Хлора і Лавра села Галинська Євхрим, Церкви Різдва Пресвятої Богородиці села Колобязак Іов, Церкви Св. Георгія села Кгарціва Йосип, Церкви Покровської села Меленска Андрій і Тимофій, Церкви Троїцької села Невзорова Андрій Ясинський, Церкви Різдва Пресвятої Богородиці села Тарасовки Пилип, Церкви Троїцької села Гринева Федір Патруй, Церкви Різдва Пресвятої Богородиці села Суворова Андрій Семенів, Церкви Вождвиженської села Городища Стефан Білий, Церкви Покровської села Лобків Андрій Смелницький, Церкви Миколаївської села Борщева Феодор Туркевич, Церкви Георгіївськой села Кітра Євстафій Бурнатний і Іоан Журавель, Церкви Троїцької села Кітра Климентій, Церкви Покровської села Сухосіївки Зіновий Бурнатний, Церкви Миколаївської села Андрійкович Захарій Феодорів, Церкви Покровської села Юдинова Михайло Садовський, Церкви Преображенської містечка Баклане Головчич, Церкви Миколаївської містечка Баклане Ілля Михайлів, Церкви Зачаття Пресвятої Богородиці села Гаран Яків Тумашевський, Церкви Різдва Пресвятої Богородтці села Івантенок Василь Вирізанців, Церкви Михайлівської села Коваліва Андрій Дубровний, Церкви села Дубеня Кирило Григоріїв, Церкви Воздвиженської села Артюшківа Йосип Навроцький, Церкви Миколаївської села Баликіна Уласій, Церкви Михайлівської села Рохманіва Григорій Семенецький, Церкви Преображенської села Яремена Дмитро Другомирецький, Церкви Василя Великого села Дідова Євстафій, Церкви Троїцької села Дохнович Ілля, Церкви Покровської села Мишковки Кирило Лаврентіїв, Церкви Покрова Ілії села Суходоля Гавриїл, Церкви Різдва Пресвятої Богородиці села Зубіва Прокоп Шкляревич, Церкви Михайлівської села Бобрика Стефан Смелницький.